# 有至臣
有至臣（うちのおみ、生没年不詳）は、6世紀中ごろの武人。百済王の使臣。日本人であるが、百済王権に仕えた倭系百済官僚。

## 概要
554年、百済からの援軍要請をうけた欽明天皇の命で、1000人の兵士を率いて渡海、新羅の函山城を陥落させた。

## 史料
『日本書紀』欽明紀十五年冬十二月条に、「百済遣下部扞率汶斯干奴，上表曰，百済王臣明，及在安羅諸倭臣等…臣等共議，有至臣等，仰乞軍士，征伐斯羅。而天皇遣有至臣，帥軍以六月至来。臣等深用歓喜。」とあり、有至臣は、百済王の使臣でありながら、欽明天皇の使臣でもある。一方、百済の派遣した有至臣と欽明天皇の派遣した有至臣とは別人とする見解もあり、『日本書紀』欽明紀十四年八月辛卯朔条「百済遣上部奈率科野新羅・下部固徳汶休帯山等，上表曰，去年臣等同議，造内臣徳率次酒・任那大夫等，奏海表諸弥移居之事。」にある「内臣徳率次酒」を百済の派遣した有至臣と同一視することで、欽明天皇の派遣した有至臣とは別個と解釈する。しかし、李在碩は「私としてはやはり同一人だとみて差し支えないと思う」とする。